# Jagiellonia Białystok w latach 1920–1923

## Rok 1920
W maju 1920 roku żołnierze stacjonującego w Białymstoku Batalionu Zapasowego 42 Pułku Piechoty powołali do życia Koło Sportowe - sekcję piłki nożnej. Zespół dokładnie nosił nazwę K.S.B.Z. 42PP, czyli Klub Sportowy Batalionu Zapasowego 42 Pułku Piechoty. Klub przyjął biało-czarne barwy.
Drużyna rozgrywała swoje mecze na placu przy koszarach 42 Pułku Piechoty przy ul. Tragutta. Wówczas był to jedyny plac w mieście, gdzie można było rozgrywać mecze w piłkę nożną, a dzięki uprzejmości dowództwa jednostki z boiska mogły korzystać wszystkie białostockie drużyny.
Pierwszy mecz odbył się 30 maja z miejscową drużyną Kresowców. Wojskowi wygrali 5:1.
| Mecze i wyniki WKS 42PP Białystok w 1920 | Mecze i wyniki WKS 42PP Białystok w 1920 | Mecze i wyniki WKS 42PP Białystok w 1920 | Mecze i wyniki WKS 42PP Białystok w 1920 | Mecze i wyniki WKS 42PP Białystok w 1920 | Mecze i wyniki WKS 42PP Białystok w 1920 | Mecze i wyniki WKS 42PP Białystok w 1920 | Mecze i wyniki WKS 42PP Białystok w 1920 | Mecze i wyniki WKS 42PP Białystok w 1920 | Mecze i wyniki WKS 42PP Białystok w 1920 |
| Lp.                                      | Data, Kraj, Miasto                       | Mecze                                    | Frekw.                                   | D/W boisko                               | Przeciwnik                               | Wynik                                    | Strzelcy bramek                          | Sędzia                                   | Źródło                                   |
| ---------------------------------------- | ---------------------------------------- | ---------------------------------------- | ---------------------------------------- | ---------------------------------------- | ---------------------------------------- | ---------------------------------------- | ---------------------------------------- | ---------------------------------------- | ---------------------------------------- |
| 1                                        | 30.05.1920 Białystok                     | tow.                                     | -                                        | D/ul.Tragutta                            | Kresowcy Białystok                       | 5:1 (3:1)                                | Hamczyk 3' 44' Nowak 31' 59' Ambrust 68' | Bennet Mieczysław                        | KSBZ 42PP                                |

## Rok 1921
- Z powodu uczestnictwa 42 Pułku w działaniach wojennych rozwój sportowy klubu w tym okresie był ograniczony. Dnia 22 sierpnia 1921 roku odbyło się uroczyste powitanie[2] żołnierzy 42 Pułku Piechoty powracających do koszar.
- Po zakończeniu działań wojennych życie piłkarskie w Białymstoku rozkwitło, powstawały nowe drużyny i to głównie z nimi wojskowi toczyli boje w meczach towarzyskich.

| Mecze i wyniki WKS 42PP Białystok w 1921 roku | Mecze i wyniki WKS 42PP Białystok w 1921 roku | Mecze i wyniki WKS 42PP Białystok w 1921 roku | Mecze i wyniki WKS 42PP Białystok w 1921 roku | Mecze i wyniki WKS 42PP Białystok w 1921 roku | Mecze i wyniki WKS 42PP Białystok w 1921 roku | Mecze i wyniki WKS 42PP Białystok w 1921 roku | Mecze i wyniki WKS 42PP Białystok w 1921 roku                                        | Mecze i wyniki WKS 42PP Białystok w 1921 roku | Mecze i wyniki WKS 42PP Białystok w 1921 roku |
| Lp.                                           | Data, Kraj, Miasto                            | Mecze                                         | Frekw.                                        | D/W boisko                                    | Przeciwnik                                    | Wynik                                         | Strzelcy bramek                                                                      | Sędzia                                        | Źródło                                        |
| --------------------------------------------- | --------------------------------------------- | --------------------------------------------- | --------------------------------------------- | --------------------------------------------- | --------------------------------------------- | --------------------------------------------- | ------------------------------------------------------------------------------------ | --------------------------------------------- | --------------------------------------------- |
| 1                                             | 19.06.1921 Białystok                          | tow.                                          | -                                             | D/ul.Tragutta                                 | Naprzód Białystok                             | 1:0                                           | b.d.                                                                                 | -                                             | [ 3 ] [ 4 ]                                   |
| 2                                             | 31.07.1921 Białystok                          | tow.                                          | -                                             | D/ul.Tragutta                                 | Makkabi Warszawa                              | 3:0 (1:0)                                     | -                                                                                    | Ludertowicz                                   | [ 5 ]                                         |
| 3                                             | 31.07.1921 Białystok                          | tow.                                          | -                                             | D/ul.Tragutta                                 | KS "Śmiały" Warszawa                          | 15:0 (9:0)                                    | -                                                                                    | -                                             | [ 6 ]                                         |
| 4                                             | ?.07.1921 Białystok                           | tow.                                          | -                                             | D/ul.Tragutta                                 | WKS 10PU Białystok                            | 6:0 (-)                                       | -                                                                                    | -                                             | [ 7 ]                                         |
| 5                                             | ?.08.1921 Białystok                           | tow.                                          | -                                             | D/ul.Tragutta                                 | Korona Warszawa                               | 5:2 (0:2)                                     | Romeczko 49' Dyda 52' 55' (b.d)x2 wyróżniony Ludertowicz                             | Koziołkowski                                  | [ 8 ] [ 9 ]                                   |
| 6                                             | 4.09.1921 Białystok                           | tow.                                          | -                                             | D/ul.Tragutta                                 | Warszawianka                                  | 1:6 (1:2)                                     | -                                                                                    | Koziołkowski                                  | [ 10 ] [ 11 ]                                 |
| 7                                             | 13.09.1921 Białystok                          | tow.                                          | -                                             | D/ul.Tragutta                                 | Makabi Białystok                              | 9:0 (3:0)                                     | Dyda x4, Nowakowski x4, Ślusarczyk x1(karny) wyróżniony Ślusarczyk pomocnik środkowy | Koziołkowski                                  | [ 12 ]                                        |
| 8                                             | 8.10.1921 Białystok                           | turniej                                       | -                                             | D/ul.Tragutta                                 | Makabi II Białystok                           | 1:0 (0:0)                                     | (b.d.) 89' wyróżniony Szwaracki (obrona), Szlauer (napastnik)                        | Ropelski B                                    | [ 14 ]                                        |
| 9                                             | 8.10.1921 Białystok                           | tow.                                          | -                                             | D/ul.Tragutta                                 | WKS 79pp Słonim                               | 3:5 (3:3)                                     | -                                                                                    | -                                             | [ 14 ]                                        |
| 10                                            | 10.10.1921 Białystok                          | turniej                                       | -                                             | D/ul.Tragutta                                 | Makabi Białystok                              | 0:4 (0:2)                                     | -                                                                                    | Szlauer                                       | [ 14 ]                                        |
| 11                                            | 14.10.1921 Białystok                          | turniej                                       | -                                             | D/ul.Tragutta                                 | Naprzód Białystok                             | 18:0 (-)                                      | -                                                                                    | Frejnkel                                      | [ 15 ]                                        |
| 12                                            | 15.10.1921 Białystok                          | turniej                                       | -                                             | D/ul.Tragutta                                 | Makabi Białystok                              | 4:3 (2:1)                                     | Wiśniewski 19' Dyda 25' 67'(karny) 79' wyróżniony Wiśniewski, Dyda, ppor.Krasicki    | Dudziak                                       | [ 15 ]                                        |

## Rok 1922
| Mecze i wyniki WKS 42PP Białystok w 1922 | Mecze i wyniki WKS 42PP Białystok w 1922 | Mecze i wyniki WKS 42PP Białystok w 1922 | Mecze i wyniki WKS 42PP Białystok w 1922 | Mecze i wyniki WKS 42PP Białystok w 1922 | Mecze i wyniki WKS 42PP Białystok w 1922 | Mecze i wyniki WKS 42PP Białystok w 1922 | Mecze i wyniki WKS 42PP Białystok w 1922 | Mecze i wyniki WKS 42PP Białystok w 1922 | Mecze i wyniki WKS 42PP Białystok w 1922 |
| Lp.                                      | Data, Kraj, Miasto                       | Mecze                                    | Frekw.                                   | D/W boisko                               | Przeciwnik                               | Wynik                                    | Strzelcy bramek                          | Sędzia                                   | Źródło                                   |
| ---------------------------------------- | ---------------------------------------- | ---------------------------------------- | ---------------------------------------- | ---------------------------------------- | ---------------------------------------- | ---------------------------------------- | ---------------------------------------- | ---------------------------------------- | ---------------------------------------- |
| 1                                        | 4.06.1922 Białystok                      | tow.                                     | -                                        | D/ul.Tragutta                            | Strzelec Białystok                       | [ 16 ]                                   | -                                        | -                                        | [ 17 ]                                   |
| 2                                        | 11.06.1922 Białystok                     | tow.                                     | -                                        | D/ul.Tragutta                            | WKS Warszawa                             | 1:2                                      | -                                        | -                                        | [ 18 ]                                   |

## Rok 1923
Dnia 23 września odbyło się otwarcie nowego boiska przy koszarach 42 Pułku Piechoty na ul.Traugutta. Boisko miało wymiary 105x68m oraz posiadało bieżnię.
| Mecze i wyniki WKS 42PP Białystok w 1923 | Mecze i wyniki WKS 42PP Białystok w 1923 | Mecze i wyniki WKS 42PP Białystok w 1923 | Mecze i wyniki WKS 42PP Białystok w 1923 | Mecze i wyniki WKS 42PP Białystok w 1923 | Mecze i wyniki WKS 42PP Białystok w 1923 | Mecze i wyniki WKS 42PP Białystok w 1923 | Mecze i wyniki WKS 42PP Białystok w 1923 | Mecze i wyniki WKS 42PP Białystok w 1923 | Mecze i wyniki WKS 42PP Białystok w 1923 |
| Lp.                                      | Data, Kraj, Miasto                       | Mecze                                    | Frekw.                                   | D/W boisko                               | Przeciwnik                               | Wynik                                    | Strzelcy bramek                          | Sędzia                                   | Źródło                                   |
| ---------------------------------------- | ---------------------------------------- | ---------------------------------------- | ---------------------------------------- | ---------------------------------------- | ---------------------------------------- | ---------------------------------------- | ---------------------------------------- | ---------------------------------------- | ---------------------------------------- |
| 1                                        | 6.05.1923 Białystok                      | tow.                                     | -                                        | Zwierzyniec(?)                           | Strzelec Białystok                       | 1:8                                      | -                                        | -                                        | [ 21 ]                                   |
| 1                                        | 14.07.1923 Białystok                     | tow.                                     | -                                        | ul.Lipowa 52                             | Bielski KS                               | 3:0                                      | -                                        | -                                        | [ 22 ]                                   |
| 2                                        | 16.07.1923 Białystok                     | tow.                                     | -                                        | ul.Lipowa 52                             | BOSO II Białystok                        | 1:2                                      | -                                        | -                                        | [ 23 ]                                   |
| 3                                        | 15.08.1923 Białystok                     | tow.                                     | -                                        | ul.Lipowa 52                             | BOSO Białystok                           | 1:5                                      | -                                        | -                                        | [ 24 ]                                   |
| 4                                        | 18.08.1923 Białystok                     | tow.                                     | -                                        | b.d.                                     | BOSO Białystok                           | 1:1                                      | -                                        | -                                        | [ 25 ]                                   |
| 5                                        | 25.08.1923 Białystok                     | tow.                                     | -                                        | ul.Lipowa 52                             | WKS Grodno                               | 5:1                                      | -                                        | -                                        | [ 26 ]                                   |
| 6                                        | 26.08.1923 Białystok                     | tow.                                     | -                                        | ul.Lipowa 52                             | WKS Grodno                               | 0:2                                      | -                                        | -                                        | [ 26 ]                                   |
| 7                                        | 1.09.1923 Białystok                      | tow.                                     | -                                        | b.d.                                     | Trumpeldor Białystok                     | 7:2                                      | -                                        | -                                        | [ 27 ]                                   |
| 8                                        | 8.09.1923 Białystok                      | tow.                                     | -                                        | b.d.                                     | Makabi Grodno                            | 12:0                                     | -                                        | -                                        | [ 28 ]                                   |
| 9                                        | 9.09.1923 Białystok                      | tow.                                     | -                                        | b.d.                                     | Makabi Grodno                            | 6:1                                      | -                                        | -                                        | [ 28 ]                                   |
| 10                                       | 16.09.1923 Białystok                     | tow.                                     | -                                        | b.d.                                     | ŻKS Białystok                            | 2:0                                      | -                                        | Bennet Mieczysław                        | [ 29 ]                                   |
| 11                                       | 23.09.1923 Białystok                     | tow.                                     | -                                        | D/ul.Tragutta                            | Warszawianka                             | 4:1                                      | -                                        | -                                        | [ 19 ]                                   |
| 12                                       | 25.09.1923 Białystok                     | tow.                                     | -                                        | D/ul.Tragutta                            | BOSO Białystok                           | 5:0                                      | -                                        | -                                        | [ 19 ]                                   |
| 13                                       | 30.09.1923 Białystok                     | tow.                                     | -                                        | D/ul.Tragutta                            | Warszawianka                             | 3:3                                      | -                                        | -                                        | [ 30 ]                                   |
| 14                                       | 2.10.1923 Białystok                      | tow.                                     | -                                        | D/ul.Tragutta                            | ŻKS Białystok                            | 4:1                                      | -                                        | -                                        | [ 30 ]                                   |

## Boisko przy ul.Traugutta przy koszarach 42pp
Historia pierwszych meczów przy Traugutta sięga roku 1913. Pierwszy mecz piłki nożnej rozegrano 21 lipca 1913 roku właśnie na placu ćwiczeń stacjonującego w Białymstoku 64 Kazańskiego Pułku Piechoty. Był to międzynarodowy pojedynek, żołnierze niemieccy kontra rosyjscy z wynikiem końcowym 2:2.
Po odzyskaniu przez Polskę niepodległości, na terenach koszar stacjonował 42 Pułku Piechoty. W latach 1920–1926 boisko przy Traugutta było główną areną Białegostoku. W roku 1923 przebudowane, a w zasadzie zbudowane od nowa posiadało bieżnię i małe drewniane trybuny.
- Tekst z Tygodnika Sportowego z dn.12.08.1922r., cyt. "Dnia 30 lipca gościła „Makkabi" białostocka drużynę warszawską. (Makabi Białystok – Makabi Warszawa 1:6[31],) Boisko bardzo kiepskie, piaszczyste, piłka sama „stoppuje". Jest to jedyne boisko w Białymstoku na dziedzińcu koszarowym 42 p.p., z którego dowództwo tegoż pułku w zrozumieniu doniosłego znaczenia rozwoju sportu, zezwala bezinteresownie korzystać innym cywilnym klubom sportowym, (czego w innych miastach kresowych niestety nie widać).""
- Tekst z Tygodnika Sportowego z dn.28.10.1922r., cyt. Wiele pomogło sportom i tutejszem Dowództwo 42 p. p., które pozwala korzystać z boiska wojskowego, (jedynego w naszem mieście) za co należy mu się gorące podziękowanie. Także p. Ludertowiczowi, który ofiarował dużo energji i czasu dla dobra sportu tutejszego, należy się wdzięczność tutejszych klubów.[32]
- Jak podaje Tygodnik Sportowy[33] w styczniu tego roku środowisko sportowe, a w szczególności Związek Strzelecki w osobach komendanta związku Mieczysława Banneta oraz Haknberga, zwróciły się do władz miejskich o wydzierżawienie placu pod budowę boiska w Białymstoku. Do tej pory drużyny białostockie korzystały z boiska (placu) przy koszarach 42 Pułku Piechoty przy ul.Tragutta lub placu-boiska BOSO przy Lipowej 52. Władze miejskie zgodziły się i przeznaczyły działkę w Parku Zwierzyńcu, a nad budową zgodził się bezinteresownie czuwać architekt miejski inż.Rybałowicz. Prace nad budową boiska miały rozpocząć się w marcu 1923 roku, a koszt budowy miały ponieść kluby i towarzystwa sportowe. Prace ta nie doszły do skutku, powrócono do inicjatywy budowy stadionu miejskiego dopiero w 1926 roku.
- Jak donosi Dziennik Białostocki w 1922 roku popularność futbolu sprawiła, że piłka nożna stała się "plagą" sportową w Białymstoku. A to za sprawą wszechobecnej młodzieży, która wszędzie gra w futbol nie bacząc na przechodniów[34].
- Otwarcie boiska przy koszarach 42 PP przy ul.Traugutta. Jak podaje Dziennik Białostocki sporym nakładem sił i finansów, dowództwo oraz korpus oficerski 42 Pułku Piechoty, wybudowano profesjonalne boisko z bieżnią lekkoatletyczną na terenie koszar przy ul.Tragutta. Prace trwały około 3 miesięcy, a uroczyste otwarcie nastąpiło dnia 23 września 1923 roku, wstęgę przeciął dowódca Pułku p.Pułk. Kustroń. W tym dniu wojskowi zmierzyli się w meczu z Warszawianką, który to białostoczanie wygrali 4:1.[19][20]

## Inne kluby z Białegostoku
- W roku 1920 powstała drużyna Kresowców, niewiele wiadomo o jej działalności, jedynie to, że rozegrała kilka meczów w 1920 roku, min. z 42PP i Makabi.
- Jak podaje prasa, w listopadzie 1920 roku reaktywowano[35] żydowski klub sportowy Makabi, co prawda Makabi grało już wcześniej, w kwietniu 1920 roku z Kresowcami[36]. Z powodu braku rejestracji[37] w latach 1923–1925 Makabi występowało pod nazwą Amatorzy.
- W kwietniu 1921 roku powstał klub sportowy Strzelec należący do Związku Strzeleckiego, i to on na początku lat 20. był najlepszym klubem z Białegostoku. Strzelec większość swoich meczów rozgrywał przy koszarach na ul.Poniatowskiego.
- Silną konkurencję stanowili tzw. bosacy, czyli drużyna BOSO należąca do straży pożarnej. Co ciekawe to BOSO jako drugie w mieście posiadało swoje boisko, które mieściło się na zapleczu kamienicy BOSO przy ul.Lipowej 52. Niestety jak donosiła prasa boisko to było równie fatalne jak to przy koszarach na Traugutta. 4 maja 1924 roku BOSO otworzyło nowe boisko na ul.Kolejowej 8.
- Oprócz wojskowych z 42 PP pojawiały się co jakiś czas inne drużyny wojskowe np. WKS 10 Pułku Ułanów, czy WKS ZM3 Białystok.
- W 1921 roku powstał klub Naprzód należący do organizacji skautów, która po swojej reformie przerodziła się w organizację harcerzy RP. Klub zatem zmienił nazwę na HKS (Harcerski Klub Sportowy) i brał udział w latach 20 w rozgrywkach ligowych.
- Także w roku 1921 powstało Towarzystwo Gimnastyczne Sokół.
- Gimnazjum Białystok (1921-1923), od 1923 znane jako UKS Białystok (Uczniowski KS). UKS powstał w sierpniu 1923 roku, pierwszy swój mecz rozegrali 1 września 1923r. wygrywając na wyjeździe z Makabi Grodno 4:0.
- Trumpeldor Białystok powstał w 1922 roku drużyna skautów Żydowskich, związek imienia Józefa Trumpeldora w skrócie Betar lub Bejtar.
- 1922 powstał ŻKS Białystok, który jako nieliczna nowo powstała drużyna posiadała swoje boisko treningowe[20].